# La amistad castigada
La amistad castigada es una comedia original de Juan Ruiz de Alarcón, publicada por primera vez en la Parte segvnda de las comedias del licenciado Iuan Rvyz de Alarcón y Mendoza, Relator del Consejo de Indias. (Barcelona: Sebastián de Cormellas, 1634).

## Análisis
La amistad castigada es la narración de un suceso acaecido en Sicilia, durante la égida del tirano Dion de Siracusa —quien, a diferencia de otros reyes de la literatura alarconiana, no logra su redención—. Ricardo, hombre probe y justo, logra casarse, tras muchas adversidades, con la hija del soberano. Por otro, Filipo, cruel y adulador, recibe su castigo al final de la obra.  No ha sido bien valorada por la crítica, que la considera borrosa y carente de acción.
Uno de los valores más apreciados para Alarcón es la amistad, como lo demuestra a lo largo de su producción. Aquí pergeña un drama donde predomina la intención ética, al ver en Filipo al mal amigo que traiciona para satisfacer únicamente su propio interés. A pesar de que la trama se teje en torno a un conflicto amoroso, permite catalizar la obra como crítica a las pasiones del poder.